# كاليدون (أونتاريو)
كاليدون، أونتاريو (بالإنجليزية: Caledon)‏ هي مدينة كندية تقع في مقاطعة أونتاريو. تبلغ مساحة هذه المدينة 687.166 (كم²)، ويبلغ عدد سكانها 57050 نسمة حسب إحصاء سنة 2006 م، بينما كان يسكنها 50605 نسمة في سنة 2001 م. تحتل هذه المدينة المرتبة رقم 83 بين مدن كندا حسب عدد السكان والمرتبة رقم 36 في المقاطعة. نما عدد السكان في هذه المدينة بنسبة (12.7) بين العامين المذكورين.

## أعلام
- صموئيل كالفرت
- نيك كروفورد
- راي فاركهارسون
- جون نوكس بلير
- جون جوزيف مالون
- جورج ر. غاردينر
- كون سميث

## وصلات خارجية
- الأطلس الحكومي لكندا
- إحصاءات كندا مع ساعة تعداد السكان